# Ermengarda de Hesbaye

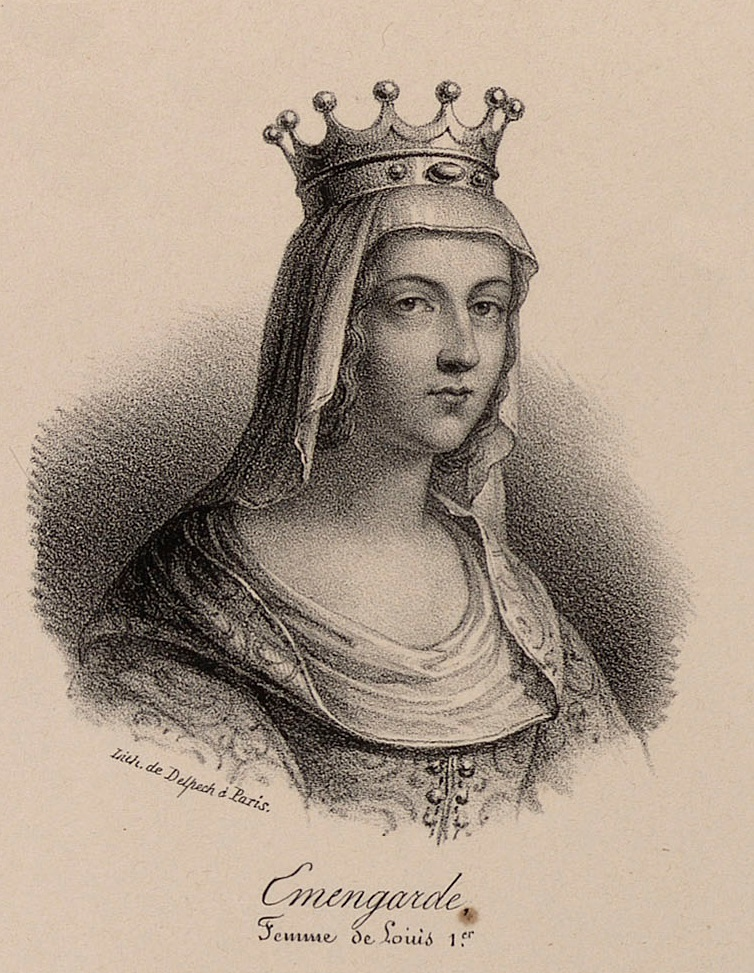
Ermengarda de Hesbaye, por volta do ano 790 d.c.

Ermengarda de Hesbaye (c. 778 – Angers, 3 de outubro de 818) foi uma imperatriz do Sacro Império Romano-Germânico através do seu casamento com Luís I, o Piedoso.

## Família
Ermengarda de Hesbaye era filha do Conde Ingermano de Hesbaye e de Edviges de Baviera.

## Casamento e Filhos
Casa com Luís I, o Piedoso no ano de 794 e tiveram os seguintes filhos:
1. Lotário I[1] (795 — Prüm, 29 de setembro de 855), casado com Ermengarda de Orleães e Tours (821 - 29 de setembro de 851), filha de Hugo de Tours  (c. 780 – 20 de outubro de 837) e de Eva de Auxerre,
2. Pepino I da Aquitânia (793 - 13 de dezembro de 838), casado por duas vezes, a 1ª com Ingeltrude de Madrie e a 2ª com Ringarda,
3. Adelaide (bc 799)
4. Rotruda (c. 800 - 841) casou com Gerardo de Auvérnia, Conde de Auvérnia.
5. Hildegarda (c. 802 -?) casada com o mariado da irmã, depois da morte desta: Gerardo de Auvérnia, Conde de Auvérnia,
6. Luís II, o Germânico[2] (804 — 28 de setembro de 876) casado com Ema da Baviera.

## Vida como imperatriz
Luís e Ermengarda foram coroados em Reims por o Papa Estêvão IV em agosto do ano de 814.
A imperatriz exercia grande influência e ânimo ao seu esposo. A fim de assegurar o poder aos seus próprios filhos, perseguia os outros membros da família imperial. Devido aos seus conselhos Drogo, Hugo e Tierry, filhos naturais de Carlos Magno, foram tonsurados e confinados para os claustros. Bernardo, rei de Itália e sobrinho de Luís, confiou na cavalaria dos guerreiros francos enviados por a imperatriz, e vítima de esta confiança se viu conduzido a Aquisgrano e condenado a morte (818), como autor de um projeto de rebelião.

## Títulos
Devido ao casamento com Luís I, o Piedoso recebeu vários títulos. Em 794 ficou com o título de Rainha da Aquitânia e em 28 de janeiro de 814 recebeu o título de Rainha dos Francos. Tornou-se imperatriz do do Sacro Império Romano-Germânico em 814.